# Hypsoblennius hentz
Hypsoblennius hentz és una espècie de peix de la família dels blènnids i de l'ordre dels perciformes.

## Morfologia
- Els mascles poden assolir 10 cm de longitud total.[1][2]

## Reproducció
És ovípar.

## Depredadors
Als Estats Units és depredat per Lobotes surinamensis i Morone saxatilis.

## Hàbitat
És un peix marí de clima temperat i associat als esculls de corall.

## Distribució geogràfica
Es troba des de Nova Jersey (de vegades, també, Nova Escòcia -Canadà-) fins a Texas, incloent-hi el sud de Florida (Estats Units).